# Jan Victors

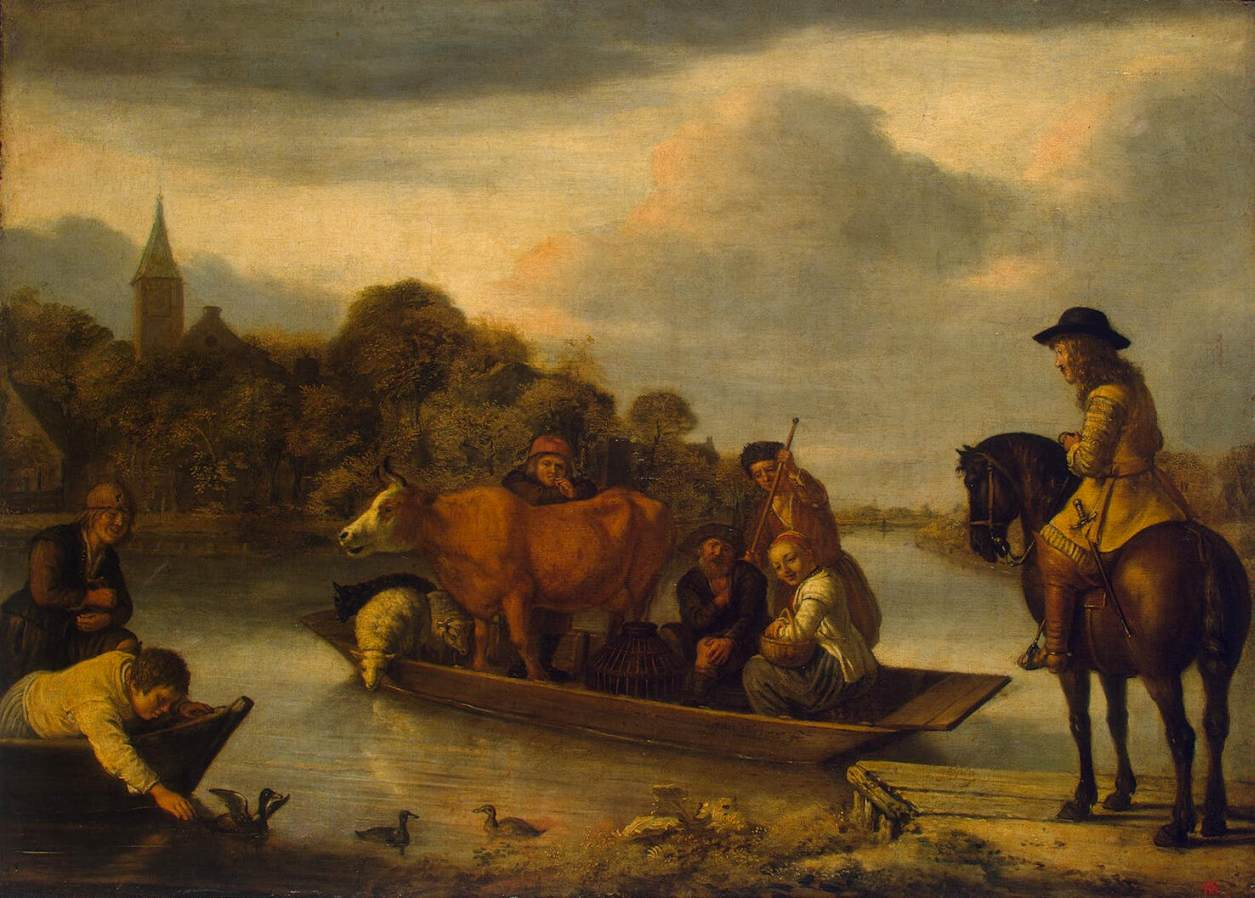
Traghetto, Ermitage

Jan Victors (Amsterdam, giugno 1619 – Indie Orientali, 1676) è stato un pittore olandese.

## Biografia
Battezzato il 13 giugno 1619, fu probabilmente allievo di Rembrandt. Dal 1642 è documentato ad Amsterdam, ma poche notizie si hanno della sua vita. Nel 1670 intraprese un viaggio nelle Indie Orientali, dopo il quale non si hanno più notizie di lui.
Specializzato nella pittura di soggetti storici, di genere e ritratti, mostra una chiara dipendenza dal suo maestro, soprattutto nelle scene di grandi dimensioni, con una forte colorazione che sembra scintillare dall'interno. Le sue scene legate ad aneddoti e di genere hanno riscosso un apprezzamento recente, in particolare quelle legate alla vita quotidiana delle persone comuni, in cui si riscontra spesso un discreto tono umoristico.